# Jože Debevc
Jože Debevc, slovenski tekstilni strokovnjak in gospodarstvenik, * 7. junij 1931, Maribor.
Končal je Srednjo tekstilno šolo v Kranju (1951) in prvo stopnjo Višje ekonomsko-komercialne šole v Mariboru (1970). V letih 1946−1978 je bil zaposlen v Mariborski tekstilni tovarni, nazadnje kot vodja službe za načrtovanje in usklajevanje investicij, proizvodnje, prodaje in propagande; to službo je v podjetju tudi uvedel. V letih 1978−1990 je bil tajnik Tehniške visoke šole v Mariboru in veliko pripomogel k ustanovitvi mariborske Tehniške fakultete. Kot predsednik mariborske kulturne skupnosti ima velike zasluge za zgraditev velike dvorane mariborskega gledališča - "mariborskega Cankarjevega doma". Preučeval je zgodovino tekstilstva na Slovenskem in o tem napisal monografijo Slovensko tekstilstvo skozi čas. (COBISS)